# ホーレス・ストックブリッジ
ホーレス・エドワード・ストックブリッジ（Horace Edward Stockbridge、1857年5月19日 - 1930年10月3日）は、明治時代にお雇い外国人として来日したアメリカ合衆国の農学者である。

## 経歴・人物
マサチューセッツ州の生まれ。マサチューセッツ農科大学卒業後、1885年（明治18年）日本政府の招聘により来日した。
札幌農学校に雇われ、1889年（明治22年）に任期満了で帰国するまで化学、地質学等の教鞭を執った。帰国後はノースダコタ農業大学（現・ノースダコタ州立大学）学長ののち、フロリダ大学で農学の教鞭を執った。
農学校の教え子に横山壮次郎らがいる。